# Francisco Peguero
Francisco Peguero Báez (nacido el 1 de junio de 1988 en San Cristóbal) es un jardinero dominicano de ligas menores que se encuentra en la organización de los Gigantes de San Francisco. Actualmente esta activo en los Piratas  de Campeche en la liga mexicana de béisbol

## Carrera
Peguero comenzó su carrera profesional en 2006, jugando para los Dominican Summer Giants, bateando .275 con cuatro jonrones y 16 impulsadas en 56 partidos. También jugó para los Dominican Summer Giants en el 2007 bateando .294 con 25 bases robadas en 69 partidos.
En 2008, Peguero jugó para dos equipos - Salem-Keizer Volcanoes y Augusta GreenJackets. Esa temporada, bateó para un total combinado de .285 con cuatro jonrones, 43 carreras impulsadas y 25 bases robadas en 100 partidos.
Pasó 2009 con Volcanoes y GreenJackets, bateando .353 con un jonrón, 46 remolcadas y 22 bases robadas en 75 partidos.
En el 2010, bateó .329/.358/.488 con 40 bases robadas en 122 juegos con los San Jose Giants.
Peguero tuvo un inicio tardío en la temporada después de una lesión en los entrenamientos de primavera. Bateó para .324 con San Jose antes de unirse a Richmond Flying Squirrels el 23 de junio, donde ha jugado 71 partidos con un promedio de .309, 5 jonrones, 37 remolcadas, 34 anotadas y 8 bases robadas.